# Lucy Pinder
Lucy Pinder, född 20 december 1983 i Winchester i Hampshire, England, är en brittisk fotomodell. 
Lucy Pinder upptäcktes av en frilansfotograf på en strand. Som ett resultat av dessa bilder fick hon kontrakt med Daily Star.